# مصحف عثمان

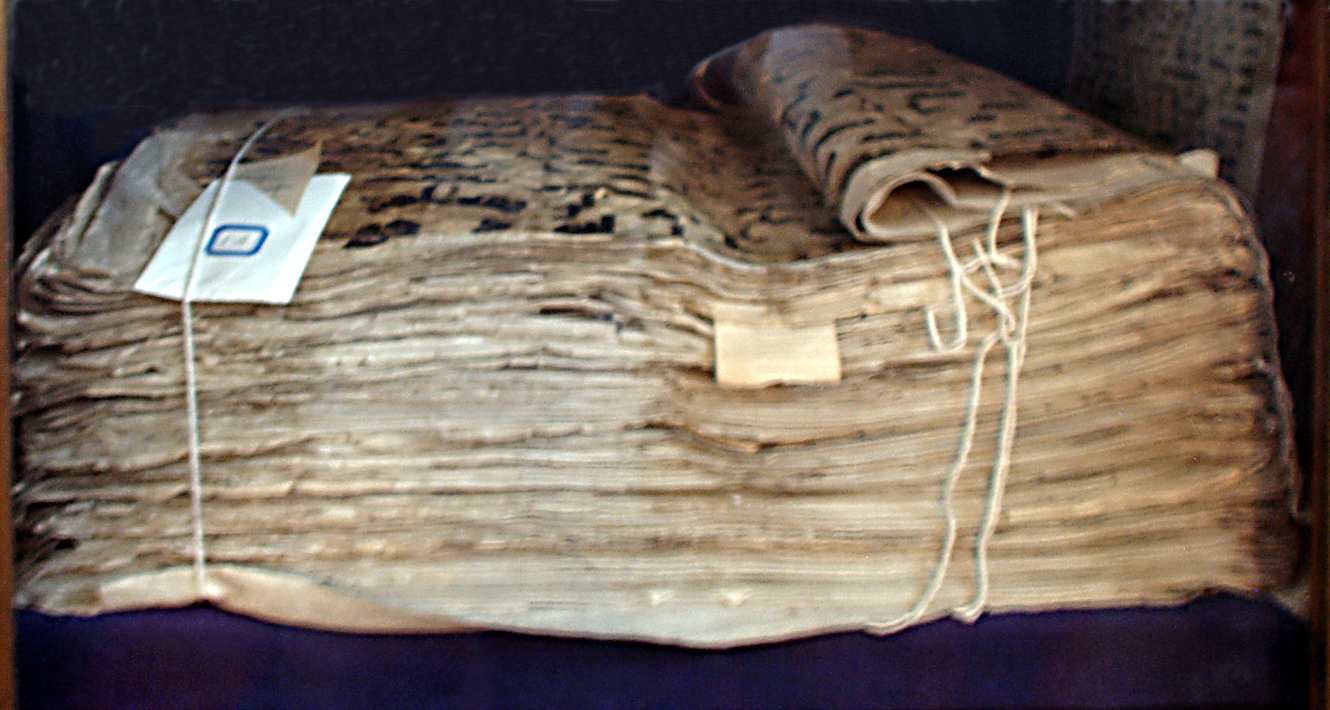
نسخه خطی سمرقند مربوط به قرن هشتم احتمالاً اوایل قرن نهم میلادی که در عراق به خط کوفی نوشته شده و در تاشکند نگهداری می‌شود.

مصحف عثمان نام قرآنی است که بنا بر تاریخ‌نگاری اولیهٔ مسلمانان به دستور عثمان، خلیفهٔ سوم، ۱۹ سال پس از مرگ محمد، پیامبر اسلام، توسط گروهی جمع‌آوری شد و عثمان پنج نسخه از این قرآن رسمی را به شهرهای بزرگ مسلمان در آن دوران فرستاد و یکی را برای استفاده خودش در مدینه نگه داشت. بر اساس این روایات، گفته می‌شود قرآن فعلی بر اساس مصحف عثمان چاپ می‌شود. پذیرش مصحف موسوم به عثمان توسط همهٔ مسلمانان، حداقل تا قرن چهارم هجری زمان برده‌است. برخی صحابه، شیعیان و خوارج این نسخه را به عنوان آنچه به محمد «وحی» شده بود، نمی‌پذیرفتند. بیشترین انتقادات از جانب برخی از شیعیان مطرح می‌شد که اعتقاد داشتند در اثر تحریف قرآن، اشارات به علی بن ابی طالب و خاندان او از آن حذف شده‌است. در منابع شیعه تا قبل از تسلط عهد آل بویه و دیگر سلسله‌های شیعه در این عصر، صدها آیه مختلف که گفته شده پیش از تحریف قرآن توسط سه خلیفهٔ اول بخشی از آن بودند، به چشم می‌خورد. تا قرن چهارم مصحف‌های رقیب که تفاوت‌های شگرفی با نسخه رسمی داشتند، مثل «مصحف علی»، «مصحف عبدالله بن مسعود» و «مصحف ابی بن کعب» رایج بودند.
دانشوران از قرن نوزدهم میلادی به این سو، دربارهٔ روند شکل‌گیری قرآن تصویری بسیار پیچیده‌تر از آنچه روایت رسمی می‌گوید، به دست داده‌اند، از جمله اینکه نسخهٔ فعلی قرآن تا دورهٔ عبدالملک بن مروان اموی نهایی شده، لحن آن به لهجهٔ شامی نزدیک‌تر است، و اینکه دستگاه خلافت تا قبل از عصر عبدالملک اساساً منابع مادی کافی برای تحمیل یک نسخهٔ رسمی قرآن را در اختیار نداشته‌است.

## روایت سنتی

### دوران محمد
در منابع اسلامی گفته شده در زمان حیات محمد، وی قرآن را بر مسلمانان می‌خواند. برخی آن را حفظ می‌کردند و برخی بر تکه‌های چرم، استخوان‌های شانه و دنده گوسفندان و شتران، چوب درخت خرما، سنگ‌های هموار و صیقلی و گاه کاغذ می‌نوشتند. در این زمینه باستان‌شناسان هیچ مدرکی نیافته‌اند که این روایت را تأیید کند. از آنجا که هنوز قرآن بر محمد وحی می‌شد و متن آن ناقص بود، امکان «کتاب ساختن» آن وجود نداشت. جمع قرآن در زمان محمد را اصطلاحاً «تألیف» گویند. سیوطی نویسنده کتاب الاتقان فی علوم القرآن می‌گوید: اجماع و روایات همه بر این دلالت دارند که ترتیب آیات توقیفی، مستند به تعیین محمد در ترتیب نزول است و گمانی در آن نیست و بسیاری از علماء دربارهٔ این موضوع اجماع نظر داشته و آن را در آثار خود آورده‌اند. در مقابل برخی از مفسران مانند طباطبایی نویسنده تفسیر المیزان معتقد اند ترتیب همه آیات و سوره‌ها در قرآن فعلی از سوی محمد تعیین نشده‌است و در مواردی که صحابه دلیلی بر فرمان محمد بر محل قرارگیری آیات و سوره‌ها نداشتند طبق نظر خود عمل می‌کردند.
در زمان حیات محمد ۳۷ نفر حافظ کل قرآن بودند؛ و تعداد کاتبان وحی که برای خود نسخه‌ای برمی‌گرفتند به بیش از پنجاه نفر می‌رسیده‌است.

### دوران ابوبکر
در این زمان جنگ‌های ردّه میان مسلمانان و از دین برگشتگان و متنبّیان رخ داد، که در آن شماری از حافظان قرآن کشته شدند. به پیشنهاد عمر و به دستور ابوبکر، زید بن ثابت که از کاتبان وحی و حافظ قرآن بود، مأمور جمع‌آوری قرآن شد. «زید همه نوشته‌های قرآنی را ولو آنکه ده‌ها حافظ و ده‌ها نوشته برابر آن بود، با کمترین دو گواه یکی از کتابت و یکی از نگهداری می‌پذیرفت.»∗ قرآن توسط زید در چهارده ماه و تا زمان فوت ابوبکر در سال ۱۳ هجری به گونه مجموعه‌ای از صحیفه‌ها جمع‌آوری شد و بر پایه وصیت ابوبکر در دست عمر و سپس دخترش حفصه قرار گرفت.

### دوران عثمان

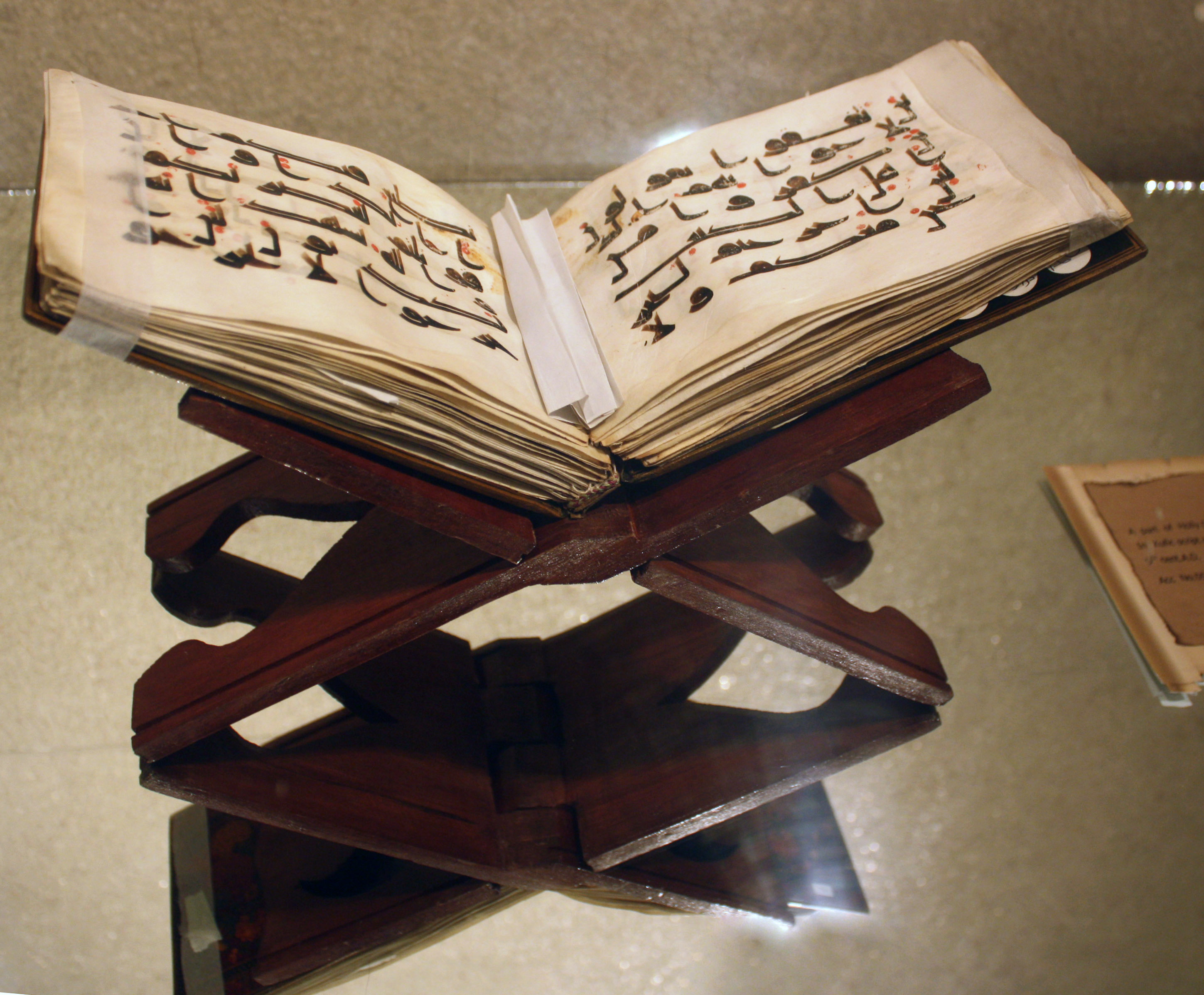
قرآن نگاشته شده در قرن سوم هجری که در موزه رضا عباسی نگهداری می‌شود.

در زمان عثمان با توجه به گسترش سرزمین مسلمانان تا ایران، شام و مصر نیاز بود با شتاب متن واحدی از قرآن در تمام سرزمین‌های مسلمان منتشر شود. همچنین به علت فوت یا کشته‌شدن شماری از نگهداران و نویسندگان وحی بیم تفرقه در متن قرآن وجود داشت. از این رو، عثمان با جمع‌آوری نسخه‌های گوناگون دست به یکسان‌سازی قرآن زد. وی انجمنی شامل زید بن ثابت، سعید بن عاص، عبدالله بن زبیر و عبدالرحمن بن حارث را تشکیل داد. این گروه با همکاری دوازده تن از قریش و انصار کار تهیه نسخه پایانی را انجام دادند. آن‌ها تمام نوشته‌های قرآن موجود را گرد آوردند و با تکیه بر شهادت شاهدان و حافظان، نسخه نهایی یا به اصطلاح «مصحف امام» را تهیه کردند، که معروف به مصحف عثمانی است و به خط کوفی ابتدایی بود. این کار در فاصله سال‌های ۲۴ تا ۳۰ ه‍.ق انجام شد و از روی آن ۵ یا ۶ نسخه تهیه شد. دو نسخه در مکه و مدینه نگهداری شد و دیگر نسخه‌ها به همراه یک حافظ قرآن که نقش راهنمای درست خوانی را داشت، به بصره، کوفه، شام و بحرین فرستاده شد.
عثمان برای دستیابی به «توحید نص» یا یگانگی متن قرآن دستور داد، تمام نوشته‌های موجود قرآن را با آب و سرکه جوشانده و محو کنند، تا ریشه کشمکش و اختلاف از میان برود. صاحب‌نظران مسلمان بر این باورند این نسخه‌ها عموماً از دید لغوی، املایی و شمار سوره‌ها تفاوت جزئی داشته‌اند؛ ولی به هر روی عموم مسلمانان حتی خاندان علی و دیگر مخالفان خلافت، بر درستی مصحف عثمان در طول تاریخ پافشاری کرده‌اند. برخی پژوهشگران متاخر نظر بر گردآوری قرآن در همان زمان محمد دارند و روایات و نقل‌های مربوط به گردآوری قرآن بعد از محمد را متناقض یا ناظر به اموری دیگر (مانند تکثیر مصحف یا یکتاپرستی مصاحف) می‌دانند.

### اصلاحات پس از آن
نسخه عثمان به خط عربی نخستین نوشته شده بود، که بدون علامت‌گذاری، اعراب و حروف بی صدا (حروفی که نوشته می‌شود و خوانده نمی‌شود) است. تا زمانی که اسلام محدود به سرزمینهای عرب زبان بود، مشکلی در خواندن قرآن نبود؛ ولی با گسترش سرزمین‌های اسلامی مردمان غیرعرب‌زبان نمی‌توانستند قرآن را درست بخوانند. برای حل دشواری‌های برآمده از آن و رویارویی با اشتباه خواندن قرآن به دستور علی، «ابوالاسود دوئلی» اقدام به اعراب‌گذاری قرآن نمود. روش او برای این کار بر پایه شیوه رسم‌الخط سریانی بود. سپس در سده نخست به دستور خلفا و امرای اموی، یحیی بن عامر و نصر بن عاصم حروف همانند ب، ت و ث را نقطه‌گذاری کردند. یزید پارسی حرف «الف» را به قرآن افزود (در عربی الف و همزه دو حرف متفاوت محسوب می‌شود) در سده ۲ هجری «ابوعبدالرحمن خلیل بن احمد بصری» که ایرانی است، دانش نحو و عروض را ابداع کرد و نشانه‌های همزه، تشدید و ساکن را وضع کرد و روش امروزی ثبت حرکات را ایجاد کرد. در سده ۳ هجری رسم‌الخط قرآنی سنجه (استاندارد) موجود بوده‌است و ابوحاتم سجستانی (سیستانی) رساله‌ای در رسم‌الخط قرآن نگاشته‌است که امروزه بخش‌هایی از آن موجود است. همچنین خط عربی کم‌کم طی چند سده از «کوفی اولیه» به «خط نسخ» که امروزه قرآن را بدان می‌نویسند، دگرگونی یافت.

## دیدگاه تاریخی-انتقادی
مسئله تحریف قرآن از وقایع صدر اسلام—خاصه درگیری‌های داخلی و فتوحات مؤمنان—جدا نبوده‌است. روایت رسمی اهل سنت چنین است که قرآن بی کم و کاست تا زمان عثمان جمع‌آوری شده بود و نسخه‌های رقیب آن از بین رفته بودند. لیکن آنچه پژوهش‌های انتقادی از قرن نوزدهم میلادی به این سو ارائه داده، تصویری بسیار پیچیده‌تر است. به گفته امیرمعزی، در متن قرآن همه نوع نشانهٔ ویراستاری بلند مدت—احتمالا از سوی کاتبان و عالمان منتخب حکومتی—دیده می‌شود، تا اینکه در دورهٔ عبدالملک بن مروان اموی نهایی شده‌است. در نظر شومیکر، شواهد زبان‌شناسی لهجهٔ قرآن را به سرزمین شام یا ممالک عربِ روم شرقی در اوایل دورهٔ فتوحات—در مقایسه با حجازی قبل از فتوحات—شبیه‌تر می‌نمایانند.
به تعبیر چیس رابینسون، نهایی‌سازی متن قرآن به‌طور جدی در خدمت منافع عبدالملک بن مروان بوده‌است. برنامهٔ اصلاحات بلندپروازانهٔ او تا حد زیادی از طریق گسترش عقیدهٔ «انقیاد» و «تسلیم» [با استفاده از قرآن] ممکن شده‌است. به علاوه، دولت عبدالملک بر خلاف خلفای پیشین، منابع مادی کافی برای تحمیل این متن و انجام تغییرات در قرآن را در اختیار داشته‌است. آنکه بیشترین نقش را در جمع‌آوری قرآن داشته، حجاج بن یوسف، فرماندار عراق در عهد عبدالملک بوده‌است.
دو پرمر عقیده دارد افسانهٔ انتساب جمع‌آوری قرآن به عثمان با جهت اعتبار بخشی به سلسله اموی انجام شده، چراکه عثمان نیز از همین طایفه بود. درحالی که عثمان، به گفته رابینسون، اصلاً در جایگاهی نبوده تا چنین دستاوردی داشته باشد. او در بسیاری از مناطق نامحبوب بود و برای مدت زیادی حکومت نکرد. معاویه نیز توانایی آن را نمی‌توانسته داشته باشد، چراکه از قوهٔ دولتش خارج بوده که متنی نهایی را تحمیل کند و حتی دیده نمی‌شود که معاویه تلاش کرده باشد از خودش تصویری—مثل سکه، ابنیه عمومی، کتیبه و غیره—به جا گذاشته باشد. اما عبدالملک، برخلاف عثمان و معاویه، هم انگیزه لازم را داشته و هم توانایی آن را؛ لذا به جای مصحف عثمانی، باید نامش را «مصحف مروانی» گذاشت.
مسئله تغییرات قرآن در دورهٔ عبدالملک و حجاج بن یوسف حتی به گوش مسیحیان نیز رسیده بود. عمر بن عبدالعزیز، از جانشینان عبدالملک، در نامه‌ای به لئون سوم، امپراتور بیزانس، او را به اسلام دعوت کرد و مدعی شد تورات و اناجیل توسط یهودیان و مسیحیان تحریف شده‌اند. لئون در پاسخش می‌نویسد: «اما شما خود هم چنین کرده‌اید، به خصوص یک فردی به نام الحجاج که از سوی تو به عنوان فرماندار ایران منصوب شده بود و همهٔ کتب باستانی را گرد آورد و کتاب جدیدی مناسب سلیقهٔ خود نوشت و آن را در سراسر ممالک شما فرستاد… فقط نتوانست به‌طور کامل آثار ابوتراب [منظور علی است] را نابود کند.»
نیکلای ساینای، در دفاع از نظریه سنتی جمع‌آوری قرآن، می‌گوید قرآن دستور به اطاعت از محمد می‌دهد، اما دستورش به دورهٔ پس از مرگ او تعمیم نیافته، درحالی که خلفا می‌توانستند از آن استفاده کنند. فرد دانر معتقد است قرآن باید تا قبل از فتنهٔ اول نهایی شده باشد، چراکه در آن زمان پریشی دیده نمی‌شود: برخلاف احادیث که پیشگویی‌های زیادی را به محمد نسبت داده‌اند، در قرآن پیشگویی وجود ندارد. استفن شومیکر در پاسخ به دانر می‌گوید با این استدلال، قرآن می‌توانسته حتی قبل از محمد نیز وجود داشته باشد، چراکه محمد هم شخصاً نقش زیادی در قرآن ندارد.

## دیدگاه شیعه
تردید دربارهٔ کامل بودن قرآن حداقل تا آغاز قرن چهارم هجری—تسلط آل بویهٔ شیعه بر دستگاه خلافت—در بسیاری از جریان‌های اسلامی دیده می‌شود. این تردیدها منحصر به شیعیان نبوده—چنان‌که بعضی از صحابه، خوارج و حتی اندیشمندان معتزلی هم بدان باور داشتند—اما بیشترین تردیدها از جانب شیعیان بوده‌است. التنزیل و التحریف، التنزیل و التغییر و التنزیل من القرآن و التحریف سه نمونه از کتب شیعه محصول قرون اولیه اسلامی هستند که نشان می‌دهد تا این عصر اعتقاد به تحریف قرآن در اثر وقایع پس از مرگ محمد، رایج بوده‌است.
اعتقاد برخی شیعیان به تحریف قرآن از آنجا سرچشمه می‌گرفت که بنا به روایات شیعه دوازده‌امامی، معتقد بودند آیات بسیاری در وحی محمد وجود داشته که در آن‌ها از علی (به خصوص «ولایة علی» که معانی متفاوتی داشته) و فاطمه و فرزندانشان به عنوان بهترین الگوهای امت نام برده شده اما آن‌ها را حذف کرده‌اند. یکی از استدلال‌ها دربارهٔ تحریف قرآن، آن بود که این کتاب به بسیاری از شخصیت‌های داستان‌های پیشین مثل نوح، سلیمان و فرعون و غیره ارجاع داده، اما—به استثنای دو شخصیت گنگ به نام‌های «ابولهب» و «زید» —به هیچ‌کدام از معاصران محمد، از جمله خانواده اش، اشاره‌ای نکرده‌است. گفته می‌شد که قرآن در واقع حاوی مطالبی دربارهٔ خاندان محمد بوده، اما آن‌ها را حذف کرده‌اند. همچنین اعتقادی وجود داشت که آیاتی دربارهٔ خیانت سران قریش به محمد وجود داشته اما این افراد که بعد از مرگ محمد به قدرت رسیدند، آیات مورد نظر را تحریف کردند. لیکن علی قرآن اصلی را مخفی کرد و از امامی به امامی دیگر منتقل می‌شد تا اینکه با امام دوازدهم به غیبت برده شد. اشارات شیعی به تحریف قرآن دو دستهٔ مستقیم و غیرمستقیم هستند. اشارات غیرمستقیم به تحریف قرآن از سوی امامان را در بخش‌هایی از کتب روایی قرار می‌دادند که اساساً ربطی به تحریف قرآن نداشتند. اشاره‌های مستقیم نیز نقل قول‌هایی از قرآن هستند که با آنچه در مصحف عثمان موجود است فرق دارد. تعداد چنین آیاتی در منابع شیعه، بیش از صدها مورد است و السیاری، نویسندهٔ قرن سوم، در کتاب التنزیل والتحریف حدود سیصد آیه را نقل کرده‌است. به عنوان مثال، آیهٔ زیر نسخه ای از آیهٔ ۴۲ سورهٔ زخرف به روایت منابع شیعه است که تفاوتش با فونت ایتالیک ضخیم مشخص شده:
به آنچه بر تو وحی شده‌است تمسک جو، تو بر ولایت علی هستی و علی صراط مستقیم است.— نسخهٔ دیگری از سورهٔ زخرف آیهٔ ۴۲ در منابع شیعه
پذیرش مصحف عثمان از سوی همهٔ مسلمانان، حداقل تا قرن چهارم میلادی زمان برده‌است. این دوره‌ای است که شیعیان بر جهان اسلام تسلط سیاسی پیدا کرده بودند. نه فقط آل بویه، بلکه فاطمیان، قرمطیان و حمدانیان بر بخش‌های مختلف جهان اسلام حاکم شده بودند. علاوه بر این موضوع، علل دیگری هم وجود داشته، از جمله غیبت امام دوازدهم شیعیان امامی و ظهور اندیشهٔ خردگرایانهٔ اسلامی به واسطهٔ فقیهان دوازده امامی که در خدمت آل بویه بودند و تلاش می‌کردند برای حکومت ایشان بر اکثریت سنی مذهب، مشروعیت ایجاد کنند. این فقیهان، از دیدگاه پیشینِ قائل به تحریف قرآن به مرور فاصله گرفتند تا اینکه نهایتاً این عقیده، به باور اکثریت شیعیان تبدیل شد.

## نسخه‌های موجود از قرآن

### قرآن دست‌نویس دانشگاه بیرمنگام

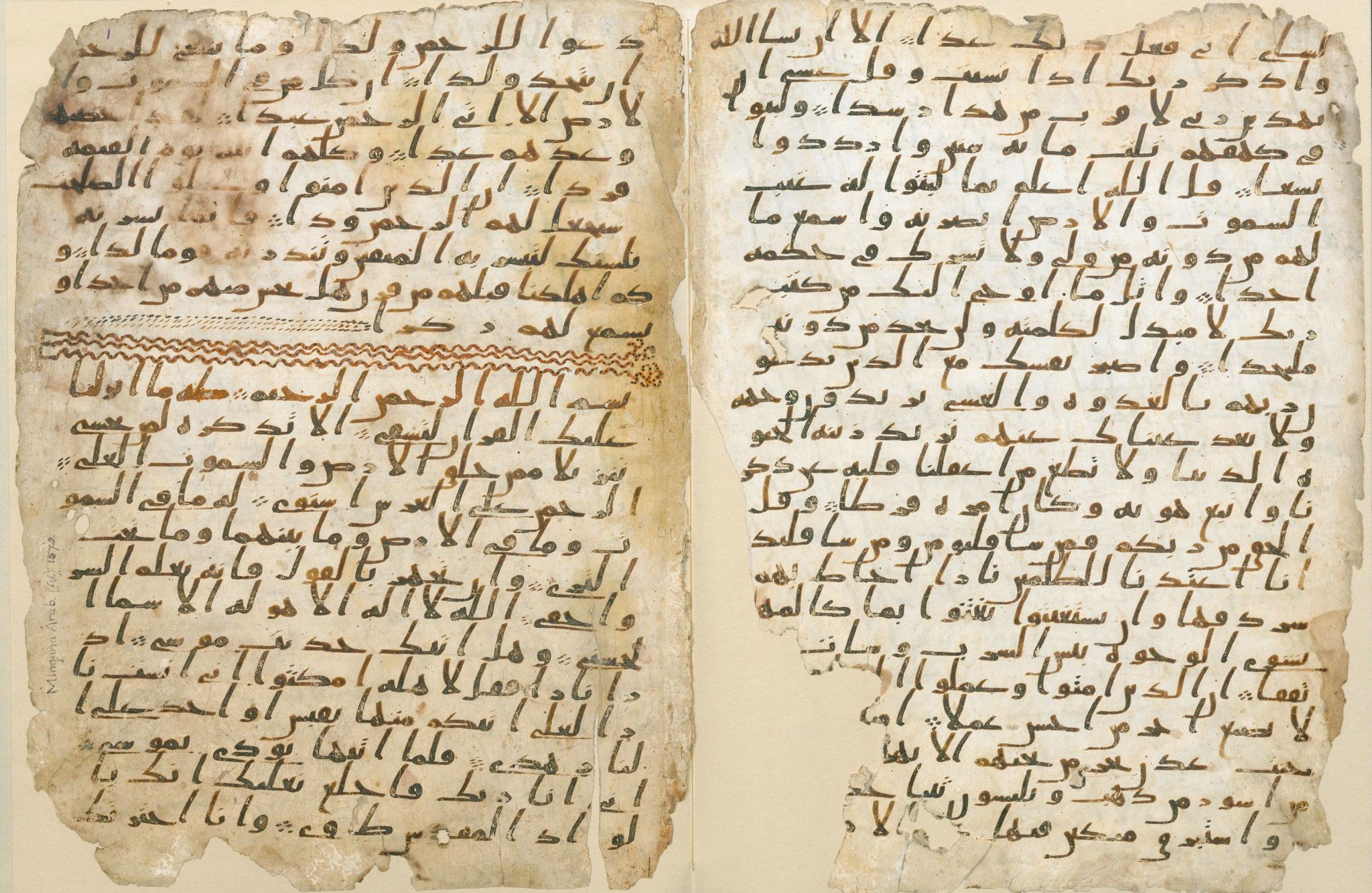
مصحف بیرمنگام، بخش‌هایی از سوره ۱۸ تا ۲۰ به خط حجازی

قرآن دست‌نویس دانشگاه بیرمنگام یکی از قدیمی‌ترین نسخ خطی قرآن است که در سال ۲۰۱۵ میلادی در کتابخانه کدبری دانشگاه بیرمنگام یافت شد. این نسخه که روی دو قطعه کاغذ پوستی به خط حجازی نوشته شده‌است، شامل بخشی از سوره‌های ۱۸تا ۲۰ قرآن است. بر اساس آزمایش رادیو کربن، قدمت پوست این نسخه به احتمال ۹۵/۴ درصد مربوط به سال‌های بین ۵۶۸ و ۶۴۵ میلادی است. فرانسوآ دِرُش، استاد «تاریخِ قرآن» و متخصص دست‌نوشته‌های قرآنی در فرانسه می‌گوید که آزمون کَربُن چهارده گرایش به قدیمی نشان دادن تاریخ‌ها دارد و بر اساس این آزمایش در حال حاضر بعضی نسخ قرآنی تاریخی قدیمی‌تر از تولدِ محمد دارند. او در تحلیل و بررسی خودش از دست‌نوشته بیرمنگام به این نتیجه رسیده‌است که صفحات قرآن بیرمنگام از همان دست‌نوشته‌ای می‌آیند که برخی از صفحات آن در کتابخانه ملی فرانسه موجود اند و تحلیل‌های نگارشی، تاریخ آن را مربوط به ربعِ سومِ قرنِ هفتمِ میلادی، یعنی حدود ۱۸ تا ۴۳ سال پس از درگذشت محمد نشان می‌دهند.

### قرآن عثمان سمرقند

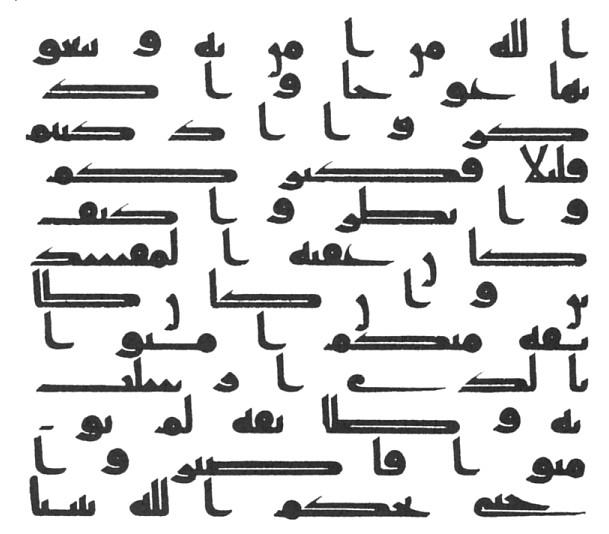
مصحف سمرقند، سوره ۷، الاعراف آیات ۸۶ و ۸۷

قرآن کوفی سمرقند (مشهور به قرآن عثمان، نسخه خطی سمرقند و قرآن تاشکند) یک نسخه خطی قرآن از قرن هشتم میلادی می‌باشد که در محدوده عراق مدرن به خط کوفی نوشته شده. مسلمانان ازبک محلی بر این باورند که این مصحف متعلق به خلیفه سوم مسلمانان اهل سنت، عثمان بن عفان و قدیمی‌ترین قرآن جهان است. این مصحف هم‌اکنون در کتابخانه «هست امام» در تاشکند ازبکستان نگهداری می‌شود.
بر اساس مطالعات رسم‌الخطی و کتیبه‌شناسی، این نسخه خطی مربوط به قرن دوم هجری یا قرن هشتم میلادی، یا به احتمالی آغاز قرن نهم است. تاریخ گذاری رادیو کربنی با احتمال ۹۵/۴٪ تاریخ گذاری بین ۵۹۵ تا ۸۵۵ میلادی را نشان می‌دهد.
سرگذشت تاریخی این مصحف فقط از افسانه‌ها شناخته شده‌است. طبق یکی از آنها، وقتی تیمور لنگ سرزمین عراق را ویران کرد، مصحف موجود در کوفه را به عنوان گنجی از غنائم جنگی به پایتخت خود به سمرقند برد. طبق حکایتی دیگر، قرآن توسط شیخ خواجه احرار، بزرگ صوفی ترکستانی پس از اینکه خلیفه را درمان کرد به عنوان یک هدیه از خلافت به سمرقند آمد. این قرآن در مسجد خواجه احرار سمرقند برای چهار قرن باقی ماند تا ۱۸۶۹، وقتی که ژنرال روسی آبراموو آن را از ملاهای مسجد خرید و به کنستانتین فن کاوفمن، استاندار ترکستان، داد کسی که آن را به کتابخانه امپراتوری در سن‌پترزبورگ (امروزه همان کتابخانه ملی روسیه) فرستاد. کتاب مورد توجه شرق‌شناسان قرار گرفت و در پایان در سال ۱۹۰۵ یک نسخه کپی دقیق از آن در سن‌پترزبورگ تهیه شد. ۵۰ کپی به سرعت کمیاب شد. اولین شرح و تاریخگذاری جامع نسخه خطی توسط شرق‌شناس روسی شبونین در ۱۸۹۱ انجام شد. بعد از انقلاب اکتبر، ولادیمیر لنین، در یک حرکت برای حسن نیت نسبت به مسلمانان روسیه، قرآن را به مردم اوفا در باشقیرستان داد. پس از درخواست‌های مکرر مردم جمهوری سوسیالیستی شوروی ترکستان مستقل، قرآن در سال ۱۹۲۴ به آسیای مرکزی به تاشکند برگردانده شد و هم‌اکنون در آنجاست.
نسخه خطی پوستی هم‌اکنون در کتابخانه مسجد تلیاشایاخ، در منطقه قدیمی «حضرت امام» نزدیک مقبره علامه قرن دهم قفال ششی در تاشکند ازبکستان نگهداری می‌شود.
نسخه خطی ناقص است: این مصحف از میان آیه ۷ سوره دوم شروع شده و در پایان سوره ۴۳ آیه ۱۰ تمام می‌شود. نسخه خطی در هر صفحه بین ۸ تا ۱۲ خط دارد که قدمت آن را نشان می‌دهد و متن بدون هیچ گونه صدا گذاری عربی می‌باشد.

### مصحف عثمان استانبول
گمان می‌رفت تنها کپی باقی مانده نسخه‌ای باشد که در قصر توپقاپی در ترکیه نگهداری می‌شود، اما مطالعات نشان داده‌اند که نسخه خطی توپقاپی نیز از قرن ششم میلادی نبوده و بسیار جدیدتر است.